# Ján Greguš
Ján Greguš (født 29. januar 1991) er en slovakisk fodboldspiller (midtbanespiller), der spiller for den amerikanske MLS-klub Minnesota United. Han har tidligere spillet for den danske superligaklub F.C. København. Han havde indtil skiftet til FCK i sommeren 2016 spillet for den den tjekkiske klub FK Jablonec.

## Klubkarriere
Ján Greguš begyndte sin karriere i FC Nitra, og skiftede i 2009 til den tjekkiske klub FC Baník Ostrava. I 2013-14 var han udlånt til engelske Bolton Wanderers F.C., men opnåede dog ingen kampe for klubben. I 2015 skiftede han til Jablonec og i sommeren 2016 til FCK.
Efter 107 kampe for FCK , hvor han scorede 7 mål, blev han i vinterpausen 18/19 solgt til Minnesota United. 

## Landsholdskarriere
Greguš debuterede den 31. marts 2015 for det slovakiske landshold i en kamp mod Tjekkiet.
Han blev udtaget til EM-truppen til EM i Frankrig 2016, hvor han spillede anden halvleg i 1/8-finalen mod Tyskland.